# Banksy

Banksy: Charles Manson als Anhalter nach „irgendwo“ (2005); Archway, London

Banksy [ˈbæŋksɪ] (* vermutlich 1973 oder 1974 in oder in der Nähe von Bristol, England) ist das Pseudonym eines britischen Streetart-Künstlers. Seine Schablonengraffiti wurden anfangs in Bristol und London bekannt. Seine Aktivitäten auch außerhalb des Vereinigten Königreichs machten Banksy weltweit bekannt. Banksy bemüht sich, seinen bürgerlichen Namen sowie seine wahre Identität geheim zu halten.

## Arbeitsweise

Banksy in Bethlehem (2007)

Balloon Girl, London

Banksy bedient sich der Taktiken der Kommunikationsguerilla, insbesondere bei seinen Inspirationsquellen (wie der des französischen Pochoir-Künstlers Blek le Rat und Massive Attacks Frontman Robert del Naja, alias 3D) und der Adbusters, um eine alternative Sichtweise auf politische und wirtschaftliche Themen zu bieten. Er verändert und modifiziert dabei oft bekannte Motive und Bilder. Er nahm Auftragsarbeiten für wohltätige Zwecke an, etwa für Greenpeace, und gestaltete eine Reihe von CD-Covern, unter anderem für das Label Wall of Sound sowie 2003 für die Band Blur. Als Künstler wirkte er bisher in Australien, Frankreich, Deutschland, Großbritannien, Israel, Italien, Jamaika, Japan, Kanada, Kuba, Mali, Mexiko, Österreich, den Palästinensischen Autonomiegebieten, Spanien, der Ukraine und den USA.
Neben der Umsetzung von Schablonengraffiti installierte Banksy eigene Arbeiten auch unautorisiert in Museen. Auf diese Weise hingen Arbeiten von ihm im Londoner Tate Modern, New Yorker Museum of Modern Art, Metropolitan Museum of Art, Brooklyn Museum, American Museum of Natural History und im Louvre. Im Mai 2005 wurde Banksys Version einer Höhlenmalerei, die einen jagenden Menschen mit Einkaufswagen zeigte, im British Museum gefunden. Seit 1999 zeigte Banksy seine Werke mehrmals in selbstorganisierten Ausstellungen, da er Galerien sowie den traditionellen Kunstbetrieb dem Vernehmen nach ablehnt. Seine Abneigung gegen den heutigen Kunstbetrieb zeigte sich auch in einer Aktion in New York im Oktober 2013, bei der Bilder zu Schnäppchenpreisen an unwissende Laien verkauft wurden.

## Werk

### Einzelne Werke und Resonanz
2002 sprühte er im Osten Londons mit Schablonen ein Mädchen (in Schwarz), das einen roten Ballon in Herzform davonfliegen lässt. Balloon Girl wurde aus der Hauswand eines Geschäftslokals herausgetrennt und erzielte gerahmt bei einer Versteigerung 500.000 Pfund (rund 560.000 Euro). Bei einer Umfrage unter 2000 Teilnehmern für Samsung TV wurde das Bild im Juli 2017 zum Lieblingsbild der Briten gewählt. Banksy hat sein Graffito Girl with Balloon aus dem Jahr 2002 in mehreren Varianten als Wandmalerei kopiert oder variiert. Das Girl with Balloon ist in das kollektive Gedächtnis der Briten und der Kunstwelt eingegangen, und es hat auch in der Verfremdung einen hohen Wiedererkennungswert.
Mitte 2002 sprühte er erstmals in Deutschland, und zwar in Hamburg, sowohl im Stadtgebiet als auch im Rahmen der dritten und zugleich letzten Ausgabe Urban Discipline-Ausstellung. Dazu eingeladen hatte ihn der Schweizer Graffitikünstler DARE alias Sigi von Koeding, als man sich knapp ein Jahr zuvor im September 2001 in der eidgenössischen Botschaft in London traf. Dort waren beide an der Ausstellung Concrete or wallpaper? beteiligt, wo gleich zur Vernissage in der Lecture Hall kräftig über die Unterscheidbarkeit von Kunst und Vandalismus diskutiert wurde. 2003 kehrte er nach Deutschland zurück, um im Rahmen der Ausstellung Backjumps – The Live Issues sowohl legal als auch unautorisiert zu sprühen. Sein legales Werk im Künstlerhaus Bethanien mit dem Titel „Every Picture Tells a Lie“ zeigt Polizisten mit Flügeln im Kampfanzug und Smiley-Gesichtern. Im Jahr 2011 wurde es, als Teil einer künstlerischen Aktion des US-amerikanischen Street-Artist Brad Downey, unter verschiedenen Farbschichten wieder freigelegt.
2004 schuf Banksy ein Bild, das zu diesem Zeitpunkt von vielen als eines seiner eindringlichsten angesehen wurde. Dieses Werk mit dem Namen „Napalm“ oder „Can't beat that Feeling“ basiert auf dem berühmten Foto „The Terror of War“. Laut Interpretationen richtet es sich gegen die amerikanische Konsumgesellschaft.
Im September 2006 bearbeitete er zusammen mit DJ Danger Mouse das Debütalbum Paris von Paris Hilton und verteilte 500 Exemplare dieser Fälschung in diversen britischen Plattenläden. Danger Mouse veränderte die Musik mit Eigenkompositionen und Banksy veränderte das Artwork. Unter anderem zeigte er Hiltons Körper mit einem Hundekopf. Die Stücke bestehen aus schlichten Rhythmen mit Ausrufen Hiltons („That’s hot!“). Ebenfalls im September 2006 installierte Banksy eine einem Guantanamo-Häftling nachempfundene Puppe im Disneyland Resort.
Banksys Werk Sklavenarbeit (2012), das einen Jungen zeigt, der an einer Nähmaschine mehrere Union Jacks zu einer Fahnen-Kette zusammennäht, war im Februar 2013 Gegenstand der Berichterstattungen. Es wurde von seinem ursprünglichen Platz, einer Poundland-Supermarktwand im britischen Haringey, entfernt und sollte in Miami versteigert werden. Einwohner Haringeys demonstrierten für eine Rückgabe des Werks. Die Auktion wurde abgesagt. In den Medien fand eine Diskussion über die Eigentumsrechte von Street Art statt.
Banksys im öffentlichen Raum entstandene Sprüh-Arbeiten werden teilweise unter Plexiglas vor Zerstörung geschützt, wie zum Beispiel in Hamburg. Dennoch verhinderte die Plexiglasscheibe nicht, dass im Februar 2015 das Werk Bomb Hugger in Hamburg schwer beschädigt wurde. In Bristol wurde aus Versehen ein Frühwerk des Künstlers zerstört – man hatte es für ein wertloses Graffito gehalten. Die Süddeutsche Zeitung sah sich dadurch 2011 zu der Schlagzeile inspiriert „Ist das Kunst oder kann das weg?“
Im Oktober 2013 hielt sich Banksy einen Monat lang in New York City auf. Während dieser Aktion namens Better Out Than In erschien jeden Tag ein neues Banksy-Werk. Aufsehen erregte unter anderem eine Aktion am 13. Oktober, bei der ein älterer Herr echte Banksy-Arbeiten, die einen Marktwert von schätzungsweise 32.000 US-Dollar hatten, vor dem Metropolitan Museum für nur 60 US-Dollar verkaufte.
2015 veröffentlichte Banksy das Video aus dem Gazastreifen „In diesem Jahr können Sie ein neues Ziel entdecken“ („Make this the year YOU discover a new destination.“), in dem er satirisch auf die Zerstörung in dem Gebiet hinweist. Im März 2017 eröffnete Banksy das The Walled Off Hotel in Bethlehem, das unmittelbar an der Grenzmauer zwischen Israel und dem Westjordanland gelegen ist. Banksy gestaltete die Inneneinrichtung des Hotels mit zahlreichen Bezügen auf den Nahostkonflikt und den Alltag der Sperranlage. Letztere trägt zur „schlechtesten Aussicht der Welt“ bei, mit der das Hotel wirbt.
Im Mai 2017 brachte er in Dover an einer Hauswand ein Brexit-Kunstwerk an. Darauf war eine mehrere Meter hohe quadratische EU-Flagge abgebildet, aus der ein auf einer Leiter stehender Handwerker einen Stern herausmeißelt. Im August 2019 vermeldeten Medien das Verschwinden des Kunstwerkes. Die Wand sei weiß übertüncht worden. Im Juni 2018 tauchten in Paris kritische Werke über den Umgang mit Flüchtlingen auf.
Im Oktober 2018 „zerstörte“ sich die untere Hälfte seines Bildes Girl With Balloon durch sauberen Streifenschnitt unmittelbar nach dem Verkauf für gut eine Million Pfund (1,18 Millionen Euro) im Rahmen einer Sotheby’s-Auktion in London von selbst, indem der untere Bildteil durch einen im Rahmen versteckten Schredder gezogen wurde. Banksy hatte verlauten lassen, dass es sich um Kritik am Kunstmarkt handle. Ein Video dazu gab an, dass ursprünglich das gesamte Bild zerstört werden sollte, dies wurde allerdings durch eine Fehlkonstruktion des Schredders verhindert. Die Käuferin übernahm das Bild trotzdem zum gebotenen Preis. Es erhielt den neuen Namen Love is in the Bin. Von März 2019 bis Februar 2020 wurde das Bild als Leihgabe in der Staatsgalerie Stuttgart ausgestellt. Im Oktober 2021 wurde es – wiederum bei Sotheby’s in London – für einen Zuschlagspreis von 16 Millionen Pfund (einschließlich Gebühren ca. 18,5 Millionen Pfund, umgerechnet ca. 21,9 Millionen Euro) versteigert.

Season’s Greetings, Port Talbot in Wales

Kurz vor Weihnachten 2018 sprühte Banksy in Port Talbot, Wales, ein Graffito an zwei Seiten einer Garage eines Stahlarbeiters. Eine Seite zeigt einen winterlich gekleideten Jungen mit einem Schlitten und ausgebreiteten Armen, der mit herausgestreckter Zunge Schneeflocken auffängt. Die andere Garagenseite zeigt eine aus einem brennenden Behälter aufsteigende dunkle Rauchwolke mit weißen Aschepartikeln. Erst beim Betrachten beider Gebäudeseiten offenbart sich der vermeintliche Schnee als Ascheregen. Das winterlich erscheinende Motiv wird als gesellschaftskritische Aussage gewertet, da sich in dem Ort das größte Stahlwerk Großbritanniens befindet und es Beschwerden von Anwohnern über einen anhaltenden Ascheregen gibt. Nach der Entdeckung wurde das Kunstwerk zum Schutz vor Vandalismus mit einer vorläufigen Abdeckung versehen und von Sicherheitsdiensten beaufsichtigt. Etwa 20.000 Menschen seien zur Garage gepilgert, um es zu betrachten.
Anfang 2019 wurde bekannt, dass der Garagenbesitzer das Kunstwerk an einen Galeristen aus der südostenglischen Grafschaft Essex für eine sechsstellige Summe veräußert hat. Um den Tourismus in der strukturschwachen Industriestadt zu beleben, will der Galerist das Kunstwerk für zwei Jahre in Port Talbot belassen, aber an anderer Stelle zeigen.
Anfang 2019 wurde das Bild einer verschleierten, traurig zu Boden blickenden Frau, lebensgroß weiß auf schwarz gemalt auf einer Feuerschutztür im Pariser Club Bataclan, gestohlen. Vermutlich waren die Türbänder mit einem Winkelschleifer aufgetrennt worden. Im Juni 2020 wurde das Bild auf einem Bauernhof in Italien sichergestellt und sechs Verdächtige festgenommen.
2019 wurde kurz nach Eröffnung der Biennale di Venezia an einer Hauswand an einem Kanal in Venedig ein Graffito entdeckt, das ein Kind mit einer Rettungsweste und einer Seenotfackel in einer erhobenen Hand zeigt. Banksy reklamierte das Werk für sich, indem er davon zwei Fotos auf seinem Instagram-Account postete. Dort stellte er auch ein Video ein, wonach er während der Biennale einen Straßenstand mit mehreren Gemälden nahe dem Markusplatz aufgebaut habe. Die Bilder fügen sich zu einem großen vorbeifahrenden Kreuzfahrtschiff vor der Kulisse Venedigs zusammen und sind mit Venice in Oil betitelt, was als Anspielung auf die Verschmutzung durch Kreuzfahrtschiffe gedeutet werden kann.
Ende 2019 tauchte in Birmingham ein weiteres Bild von Banksy auf. Es zeigt zwei fliegende Rentiere auf einer Backsteinmauer, die eine daneben stehende echte Parkbank zu ziehen scheinen. Auf einem Video, das Banksy dazu auf Instagram postete, liegt ein Obdachloser namens Ryan auf der Bank. Banksy schrieb dazu: „Gott segne Birmingham. In den 20 Minuten, die wir Ryan auf dieser Bank gefilmt haben, haben Passanten ihm ein warmes Getränk, zwei Schokoriegel und ein Feuerzeug gegeben – ohne dass er überhaupt danach gefragt hat.“ Das Video wurde bereits in kürzester Zeit nach der Veröffentlichung millionenfach abgerufen. Wenige Tage später malten Unbekannte rote Nasen an die Rentiere.
Anfang 2020 wurde ein neues Bild von Banksy in Bristol entdeckt. Auf einer grauen Hauswand ist ein Mädchen zu sehen, das mit einer Steinschleuder in der Hand auf einen großen Klecks aus roten Rosen zielt. Das Motiv wurde als romantische Geste zum Valentinstag gedeutet.
Im Mai 2020 wurde in einem Krankenhaus in Southampton das Gemälde Game Changer aufgehängt, zu dem Banksy sich auf seinem Instagram-Account bekannt hat. Das Gemälde zeigt einen kleinen Jungen beim Spiel mit der Figur einer Krankenschwester als neue Superheldin anlässlich der COVID-19-Pandemie. Es wurde im März zugunsten des National Health Service versteigert, wobei der erzielte Preis von 16,8 Millionen britischen Pfund (19,5 Millionen Euro) der höchste war, der je für ein Banksy-Werk erzielt wurde.
Zur Rettung schiffbrüchiger Flüchtlinge vor dem Ertrinken und vor dem Pushback ihrer Schlauchboote nach Libyen finanzierte Banksy das Seenotrettungsschiff Louise Michel, benannt nach Louise Michel. Am 18. August 2020 startete das 27 Knoten schnelle Schiff vom spanischen Hafen Burriana in sein Einsatzgebiet im Mittelmeer. Die Louise Michel ist mit Motiven von Banksy in hellrosa Farben gestaltet.
Im Oktober 2020 schuf Banksy ein neues Bild auf einer Gebäudewand in der britischen Stadt Nottingham. Es ist in schwarz-weiß gesprüht und zeigt ein kleines Mädchen, das mit einem Fahrradreifen Hula-Hoop spielt. Vor der Wand war ein demoliertes Fahrrad mit einem fehlenden Hinterrad an einem Laternenmast angeschlossen. Nachbarn fassten die Darstellung als Aufmunterung während der COVID-19-Pandemie auf, da Nottingham eine der am stärksten betroffenen Städte in Großbritannien war. Im Februar 2021 wurde das Kunstwerk aus der Mauer herausgebrochen und an eine Kunstgalerie in Essex verkauft.
Anfang November 2022 erschienen Banksy zugerechnete Werke in den ukrainischen Orten Irpin, Borodjanka und Hostomel (alle nordwestlich von Kiew), die im März 2022 beim Überfall auf die Ukraine von Russland besetzt und teilweise zerstört wurden, sowie in Kiew. Neben viel Lob für Banksy sei laut einer lokalen Künstlerin das Bild der Gymnastik-Turnerin in Borodjanka auch kritisiert worden, weil es Assoziationen zur sowjetischen Sportkultur wecke. Anfang Dezember 2022 wurde eines der Bilder, ein Wandbild einer Frau im Morgenmantel mit Lockenwicklern, Gasmaske und Feuerlöscher, aus seiner originalen Wand geschnitten. Anrainer verständigten die Polizei, das Bild wurde beschlagnahmt. Anfang 2023 leitete die Generalstaatsanwaltschaft ein Verfahren wegen Diebstahls unter Kriegsrecht gegen den Verdächtigen ein.
Im März 2023 wurde ein Gebäude aus dem 16. Jahrhundert in Herne Bay abgerissen, das ein Banksy zugeschriebenes Werk mit dem Titel Morning Has Broken zeigte.
Von 5. bis 13. August 2024 erschien täglich ein Bild einer 9er-Tierserie in London:
- Steinbock – an einer Hauswand im Südwestlondoner Stadtteil Kew.
- Zwei Elefanten – schauten aus Fenstern.
- Drei Affen hangeln sich einer Brücke entlang.
- Ein Wolf heulte in einer Satellitenschüssel.
- Zwei Pelikane schnappen an einem Fish-and-Chips-Imbiss nach Fischen.
- Eine Raubkatze reckt sich auf einer leeren Werbetafel.
- Ein Schwarm Piranhas schwimmt auf einer Glaskabine der Verkehrspolizei, die trüb foliert wie ein Aquarium wirkt.
- Ein Nashorn (an einer Wand) besteigt einen davor stehenden Pkw, dessen Hinterachse eingestaucht ist. Ein Verkehrskegel auf der Motorhaube macht es nashornähnlich. Ein Teil einer roten Selbstklebeschleife trägt die Telefonnummer eines Recyclingunternehmens,[59] rechts klebt eine Notiz zu "EU Legislation".
- Ein Gorilla am Rolltor des London Zoo hebt einen Vorhang, Einige Vögel fliegen frei davon, eine Robbe ist fast ganz draußen, 3 Augenpaare leuchten aus dem Dunkel heraus.

#### Galerie

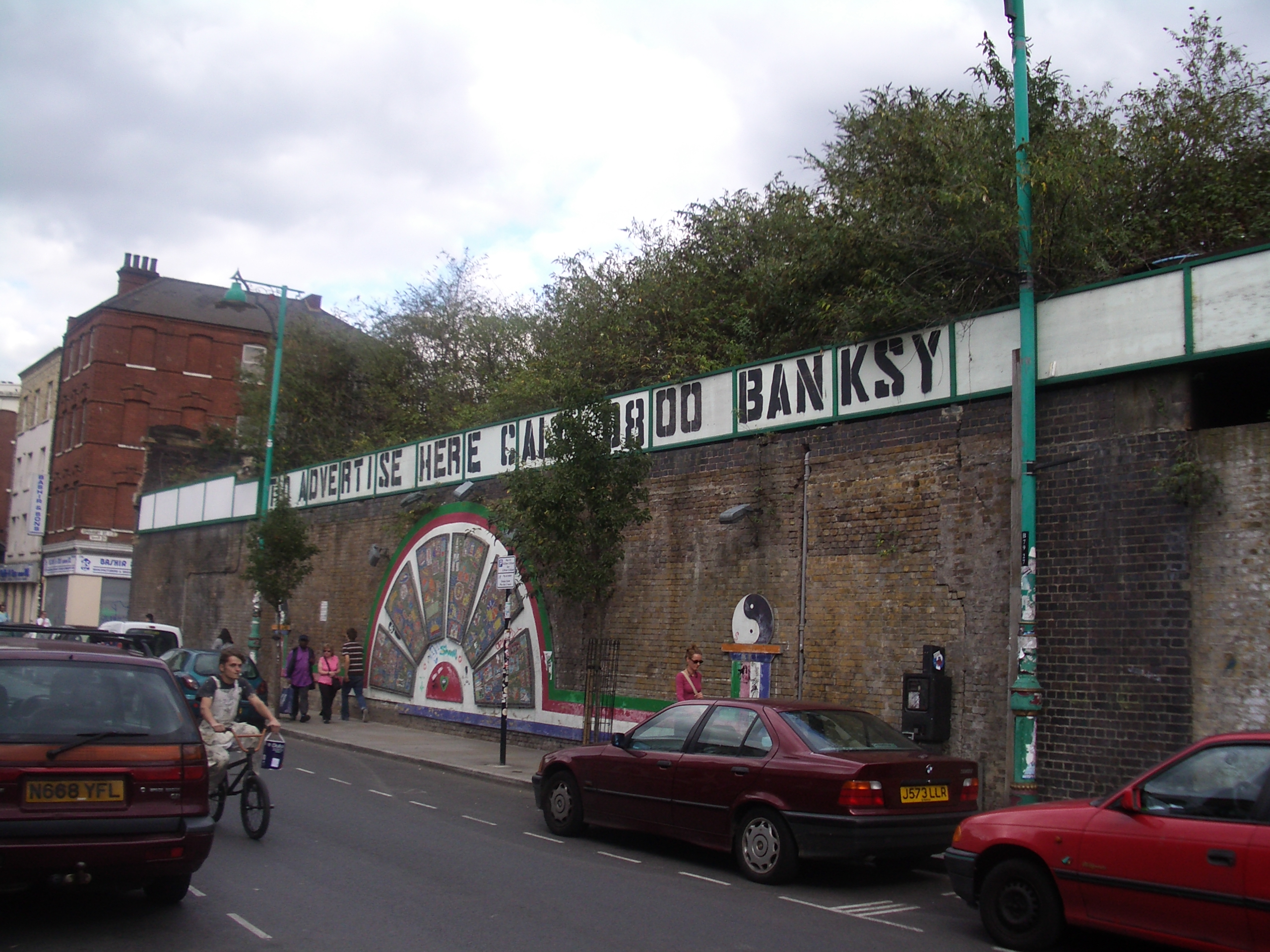

### Bücher
Banksy gab Bücher im Eigenverlag heraus, die, versehen mit seinen Kommentaren, die Bilder seiner Arbeiten aus verschiedenen Ländern sowie einige seiner Gemälde enthalten. Sein erstes Buch, Banging your head against a brick wall, erschien in Schwarzweiß, sein zweites Buch Existencilism in Farbe. 2004 folgte sein drittes Buch Cut it out. Die Mehrheit der Arbeiten aus drei kleinen „Black Books“ kombiniert und erweitert Banksy 2006 bei Random House unter dem Titel Wall and Piece.

### Film
Exit Through the Gift Shop von Banksy ist ein Dokumentarfilm aus dem Jahr 2010, in dem es um den französischen Street-Art-Künstler und Filmemacher Thierry Guetta geht, der einen Dokumentarfilm über seinen Cousin „Invader“, einen Graffiti-Künstler, dreht und dadurch Banksy kennenlernt. Dieser überzeugt Guetta davon, selbst als Graffiti-Künstler zu agieren, und Banksy übernimmt fortan die Regie des Dokumentarfilms. Somit wechselt die Perspektive, und aus einem Film über einen Künstler wird eine Dokumentation über einen Regisseur, der zum Künstler wird. Exit through the Gift Shop wurde auf dem Sundance Filmfestival 2010 und auf der Berlinale 2010 gezeigt und erhielt 2011 eine Oscar-Nominierung in der Kategorie Bester Dokumentarfilm. Der Film wurde am 15. Januar 2013 vom Fernsehen des Bayerischen Rundfunks ausgestrahlt.

## Kunstmarkt
Im Oktober 2019 erzielte sein 2,5 m hohes und 4,2 m breites Gemälde Devolved Parliament bei einer Sotheby’s-Auktion die Rekordsumme von 9,9 Millionen Pfund (11 Millionen Euro). Damit wurde es von einem unbekannten Bieter für das Fünffache des von Sotheby’s geschätzten Wertes ersteigert. Das erstmals 2009 in Banksys Heimatstadt Bristol ausgestellte Bild zeigt das britische Unterhaus, das anstatt von Politikern von Schimpansen besetzt ist. Obwohl Banksy nicht mehr Besitzer des Gemäldes ist, da er es schon 2011 verkaufte, gilt er seit dieser Auktion als einer der teuersten aktuellen Künstler der Welt.
Ebenfalls bei Sotheby’s wurde im Oktober 2020 sein Werk Show Me the Monet (2005) versteigert. Die Neuinterpretation des Gemäldes Die japanische Brücke von Claude Monet erzielte den damals zweithöchsten Auktionspreis, der je für ein Werk Banksys gezahlt wurde. Es erreichte 7,6 Millionen Pfund (8,4 Millionen Euro). In Monets Seerosenteich dümpeln zwei Einkaufswagen und ein orangefarbener Verkehrskegel.
Am 23. März 2021 wurde das Gemälde Game Changer vom Londoner Auktionshaus Christie’s für 14,4 Millionen britische Pfund (16,758 Millionen Pfund einschließlich Aufgeld, umgerechnet etwa 19,5 Millionen Euro) versteigert. Der Schätzpreis war von Christie’s zuvor mit 2,5 bis 3,5 Millionen Pfund (etwa 2,9 bis 4 Millionen Euro) angegeben worden. Der Erlös soll dem Southampton General Hospital zugutekommen, in dem Banksy das Gemälde im Vorjahr hinterlassen hatte.
Love is in the Bin, eine Version des Werks Girl with Balloon, die im Oktober 2018 durch eine im Rahmen integrierte Vorrichtung unmittelbar nach einer Auktion beim Auktionshaus Sotheby’s teilweise in schmale Streifen geschnitten wurde, wurde am 14. Oktober 2021 bei einem Schätzpreis von 4 bis 6 Millionen britischen Pfund durch Sotheby’s in London für 16 Millionen Pfund (18,582 Millionen Pfund einschließlich Aufgeld, umgerechnet etwa 21,9 Millionen Euro) verkauft. Damit ist es das bislang teuerste Werk Banksys.

## Ausstellungen
Die erste Einzelausstellung fand im Jahr 2000 im Restaurant Severnshed in Bristol statt. Gezeigt wurde unter anderem die bekannte Bilderreihe Simple Intelligence Testing in Dumb Animals. In der Turf-War-Ausstellung 2003 in einer Londoner Lagerhalle waren u. a. lebende, von ihm bemalte Tiere zu sehen. 2006 fand in Los Angeles die Banksy-Ausstellung Barely Legal statt, wieder in einer Lagerhalle, zu der 30.000 Besucher kamen. Seine Ausstellung Banksy vs. Bristol Museum zog 2009 in nur sechs Wochen 308.719 Besucher an.

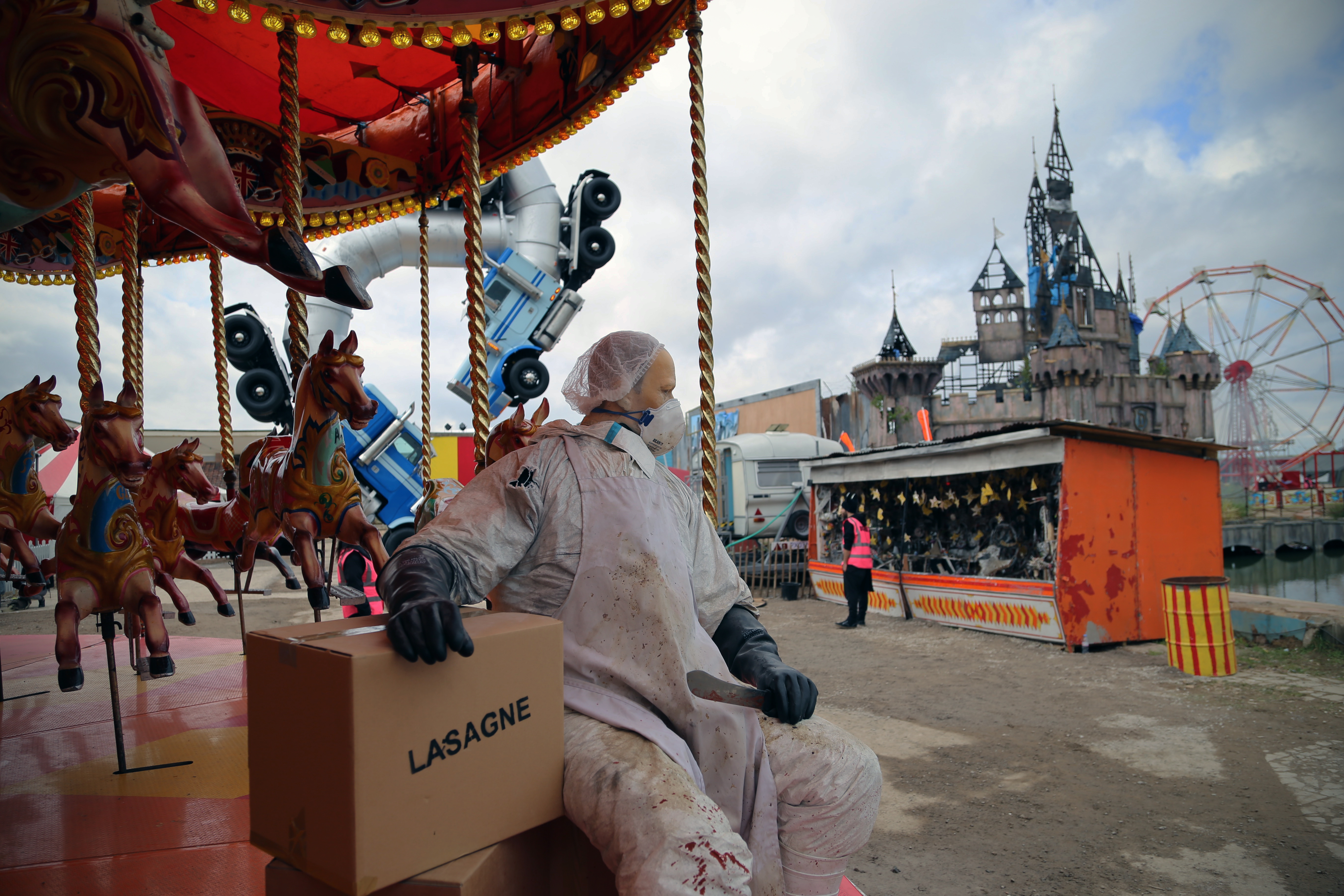
Dismaland, 2015

- In einem früheren Strandbad der westenglischen Stadt Weston-super-Mare schuf Banksy im Jahr 2015 mit dem temporären Dismaland die Parodie eines Freizeitparks.[74]
- Das Moco Museum in Amsterdam zeigt seit Eröffnung des Museums Werke von Banksy unter dem Titel Laugh now.[75][76]
- Lilley Fine Art/Zeitgenössische Kunstgalerie zeigte im Cordoaria Nacional, Lissabon die Ausstellung BANKSY Genius or Vandal vom 14. Juni bis 27. Oktober 2019.
- Immersion Vegas zeigte die Ausstellung BANKSY Genius or Vandal bis zum 5. April 2020.
- Unter dem Ausstellungstitel Who the Fuck is Banksy zeigte das Rosenhang-Museum in Weilburg vom 25. September bis 22. November 2020 in einer Installation Werke von Banksy.[77]
- Unter dem Titel The Mystery of Banksy – A Genius Mind. An Unauthorized Exhibition war eine Ausstellung in Heidelberg im Kulturhaus Halle02 am Heidelberger Güterbahnhof vom 30. April bis 12. September 2021 zu sehen, ebenso in Berlin vom 15. April bis 1. September 2021 in der Station BE Gleisdreieck und in München im Isarforum (Ludwigsbrücke) bis 4. Juli 2021.[78] Vom 17. September 2021 bis zum 9. Januar 2022 sollte die Ausstellung in der Zeitenströmung Dresden zu sehen sein. Dieser Termin konnte jedoch aufgrund der Corona-Auflagen nicht eingehalten werden. Ab 20. Mai 2022 war die Exhibition im Leipziger Kunstkraftwerk zu sehen, danach in Hamburg und in Stuttgart. Gezeigt werden ausschließlich Nachbildungen. Banksy hat an dieser Ausstellung nicht mitgewirkt, weshalb sie von manchen Beobachtern auch als „reiner Kommerz“ und „Verrat an Banksys Kunst“ gesehen wird.[79][80][81]
- The Mystery of Banksy – A Genius Mind Linz 21. Januar (?) – 20. März 2022. Graz, EKZ Citypark, 18. Februar – 15. Mai 2022.[82]

Installation Badezimmer, 2020
Stop and search, 2007

- BANKSY Building Castles in the Sky, 28. Mai bis 5. September 2022, New York, International Center of Photography Museum[83][84]
- The Mystery of Banksy – A Genius Mind, in Mülheim an der Ruhr im Technikum vom 7. Oktober 2022 bis 5. Februar 2023

## Werke in öffentlichen Sammlungen
- Museum of Urban and Contemporary Art in München
- Museum Frieder Burda in Baden-Baden, 5. Februar 2019 – 3. März 2019 weltweit erste öffentliche Ausstellung des geschredderten Werkes Love is in the Bin, anschließend ausgestellt in der Staatsgalerie Stuttgart

## Rezeption
Der Comic Der Banksy und die Untersuchung (2010) von Katz & Goldt enthält eine Abbildung des Werks You Lie.
2012 stellte der Fotograf Nick Stern acht der bekanntesten Motive Banksys mit Modellen nach.
2014 ließ der Stadtrat der englischen Stadt Clacton-on-Sea ein Werk Banksys übermalen, welches als rassistisch angesehen wurde. Das Bild zeigt auf der einen Seite graue, in England bekannte Tauben mit Schildern, auf denen z. B. steht, dass Migranten nicht willkommen sind oder zurück in ihr Land gehen sollen. Auf der anderen Seite sitzt ein einzelner grüner Vogel. Das Bild sollte allerdings vermutlich Rassismus kritisieren und nicht schüren.
Das in Borodjanka gemalte Motiv, das einen kleinen Judoka zeigt, der einen größeren auf den Rücken wirft, ist auf einer Briefmarke der ukrainischen Post Ukrposhta abgebildet, die am 24. Februar 2023 erschien, dem ersten Jahrestag des russischen Überfalls auf die Ukraine.
Das Cover der 115. Ausgabe des Albums Bravo Hits von 2021 stellt das Bild Balloon Girl im typischen Banksy-Stil nach.

## Dokumentation
- Banksy, das Bataclan und das traurige Mädchen. Regie: Edoardo Anselmi, ARTE, RAI, Frankreich, 53 Minuten, 2023.